# Francis Ponge
Francis Jean Gaston Alfred Ponge (27. března 1899 Montpellier – 6. srpna 1988 Le Bar-sur-Loup) byl francouzský básník, ovlivněný surrealismem a existencialismem.
Studoval práva na Pařížské univerzitě. Pracoval jako redaktor nakladatelství Hachette a přednášel v Alliance française.
Jeho nejznámějším dílem je sbírka básní v próze Le Parti pris des choses (Předpojatost věcí), kterou vydalo v roce 1942 nakladatelství Jeana Paulhana. Autor v ní novátorsky popisuje svět z hlediska předmětů každodenní potřeby. Ukázky z knihy vyšly česky v antologii MaximuM poezie. Vydal také eseje o moderním výtvarném umění a knihu rozhovorů s Philippem Sollersem.
V letech 1937 až 1947 byl členem Parti communiste français. Za druhé světové války působil v odbojovém hnutí.
V roce 1974 mu byla udělena Mezinárodní literární cena Neustadt a v roce 1983 Řád čestné legie.